# Festa del Paradiso
La Festa del Paradiso fu una festa organizzata da Ludovico il Moro, duca di Milano, in occasione del matrimonio di suo nipote Gian Galeazzo Maria Sforza con Isabella d'Aragona, il 13 gennaio 1490 a Milano, dopo la celebrazione delle nozze dei due a Napoli. La festa venne organizzata da Leonardo da Vinci. Il suo scopo era quello di lodare la famiglia Sforza, da poco ascesa al potere a Milano.

## La festa

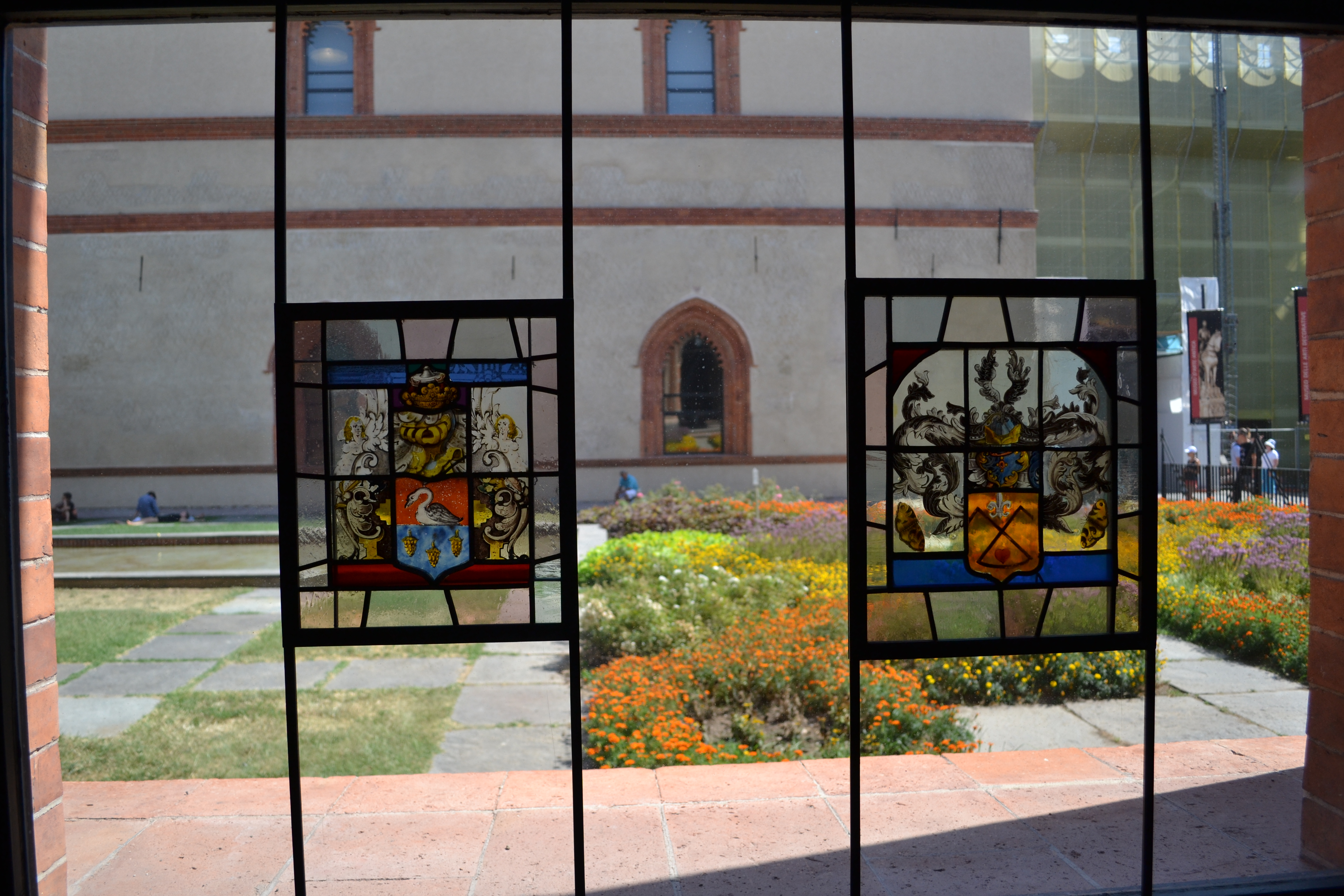
Vetrate istoriate in una delle finestre della Sala Verde del Castello Sforzesco di Milano dove si svolse la Festa del Paradiso e che oggi accoglie la collezione di armi antiche del museo milanese

In occasione delle nozze di Gian Galeazzo Maria Sforza e della principessa Isabella d'Aragona, Ludovico il Moro (all'epoca non ancora duca di Milano ma de facto reggente del ducato e potente consigliere del nipote) desiderava mostrare la potenza dello stato che amministrava, ma ancor più la fama della sua famiglia, gli Sforza, da poco ascesi al governo del ducato stesso. Per fare ciò, il Moro decise di affidare l'organizzazione tecnica e scenica della festa a Leonardo da Vinci che era impiegato presso di lui.
L'evento, per quanto non aperto al pubblico, doveva essere sufficientemente fastoso e strabiliante da stupire gli invitati al banchetto di nozze, così da impressionare in particolare gli invitati provenienti da Napoli e mostrare tutta la grandezza dei signori di Milano.
Il luogo prescelto per svolgere la festa fu il castello di Porta Giovia di Milano (l'attuale Castello Sforzesco), e precisamente nella Sala Verde, una grande sala (9 x 18 metri x 6 di altezza) che nel complesso fortificato svolgeva la funzione di cappella privata di Ludovico il Moro. Tale sala, di forma lunga e stretta, dotata di sette finestre che si affacciavano sul cortile del castello, secondo la descrizione che ne fece l'ambasciatore Trotti, venne addobbata con una serie di arazzi alle pareti che, nell'oscurità della sera, aggiungevano un tocco suggestivo all'evento. Oltre a ciò, nella grande sala vennero allestite una serie di tribune, sedie e cuscini per accogliere degnamente gli ospiti.
Leonardo si occupò della parte tecnica della festa, mentre il poeta Bellincioni (anch'egli toscano) si occupò dei testi da recitare per gli attori.
La rappresentazione teatrale ebbe inizio a mezzanotte e mezza (orario scelto come il più propizio dall'astronomo di corte Ambrogio da Rosate), al termine del ricevimento degli ambasciatori alla novella duchessa. Dopo la caduta di un primo sipario di raso, con un controluce e una serie di figure velate, un bambino vestito da angelo si portava ad annunciare l'inizio della rappresentazione. Nella festa, compariva quindi la figura di Giove che iniziava a parlare con Apollo di Isabella d'Aragona, a lodarla per essere "così bella, leggiadra, formosa e virtuosa donna" e del suo desiderio di incontrarla. Sulla scena appaiono progressivamente altri dei, sino a quando Giove in persona ordina di mandare a chiamare le tre Grazie e le Sette Virtù per mandarle in dono a Isabella, accompagnate da Apollo. Il corteo si stacca quindi dal palcoscenico e scende tra gli spettatori, raggiungendo la duchessa al suo posto.

## La "macchina del Paradiso"
Leonardo organizzò per la festa la costruzione di una "macchina del Paradiso" (da cui il nome della festa), un complesso macchinario scenico per la rappresentazione del moto dei pianeti e delle costellazioni, rappresentate tramite i dodici segni zodiacali in vetro dipinto, retroilluminati da candele. L'idea di Leonardo, e probabilmente anche del Moro, era quella di porre l'uomo al centro dell'universo secondo lo spirito dell'umanesimo, concependo cioè gli sposi come due pianeti attorno ai quali il mondo ruota.
Curiosamente, le informazioni su questo macchinario ci giungono indirettamente tramite ospiti e testimoni alla rappresentazione, mentre Leonardo stesso nei suoi scritti non parla di questo evento che pure dovette occuparlo per diverso tempo tra l'ideazione e la realizzazione dello spettacolo.
La macchina di Leonardo, sulla base di alcuni disegni ritrovati nel Codice Atlantico e forse riferiti a questa rappresentazione, era composta da una vite senza fine, ruotante su due piani in modo orario e antiorario, azionata alla base tramite una serie di meccanismi che rimanevano nascoste all'occhio degli spettatori. Il tutto era inserito in un fondale a forma di uovo, completamente dorato. Secondo studi condotti in occasione della rappresentazione del 2000 a Legnano, invece, la macchina di Leonardo così come viene descritta non venne mai realizzata, ma piuttosto si pensa che col termine "macchina" si intendessero gli apparati scenici predisposti per il teatro, che comunque erano statici, dal momento che nella descrizione del Bellicioni si fa riferimento al fatto che i pianeti fossero rappresentati dagli stessi attori.

## Testimonianze
Tristano Chalco, segretario del Moro e testimone all'evento, disse a tal proposito:
precedente, accompagnato da tutti gli altri Numi. Alludeva evidentemente a ciò che era accaduto l'inverno prima (il 23 gennaio 1490), e a ciò che era stato fatto, con grandissima risonanza e sfarzo, allorché, grazie a un congegno a forma di mezza sfera costruito con cerchi di ferro, e grazie a tutta una serie di lampade sospese e a sette fanciulli fulgidi come e più degli stessi pianeti, e con al centro un trono eretto fra gli Dei assisi, era stata riprodotta l’immagine del cielo in
rotazione.»
L'ambasciatore Jacopo Trotti disse:
Bernardo Bellincioni, autore dei dialoghi della festa del Paradiso, così ne commentò la riuscita:
dai poeti, e tutti parlavano in lume della anzidetta Duchessa Isabella.»

## Rappresentazioni della festa
L'evento della festa del Paradiso, che già all'epoca dovette impressionare diversi contemporanei, venne rappresentata idealmente ma sulla base delle testimonianze scritte riportate, nel film TV del 1971 prodotto dalla RAI La vita di Leonardo da Vinci, per la regia di Renato Castellani.
Nel 2000, in occasione del Palio del Carroccio a Legnano, venne rappresentata dal vivo per la prima volta dopo il 1490 la festa del Paradiso, riproponendola al pubblico con un'aderenza la più possibile veritiera alle fonti riportate.